# 茶黑刺粉虱
茶黑刺粉虱（学名：Aleurocanthus camelliae），为刺粉蝨屬下的一个种，成虫长0.92至1.42厘米，广泛分布于中国茶树种植区，是茶树的主要农业害虫之一，若虫和成虫都会藏在茶树叶子背面吸食其汁液，并诱发煤烟病，使得茶叶发黑。它在研究中常与黑刺粉虱混为一谈。